# Frontière entre la Belgique et les Pays-Bas
La frontière entre la Belgique et les Pays-Bas est la frontière internationale terrestre et maritime séparant les deux pays, de la mer du Nord à la colline du Vaalserberg. Courant sur 451 kilomètres de long, c'est la deuxième plus longue frontière terrestre de la Belgique et des Pays-Bas métropolitains.
Elle n'acquiert son acceptation de limite entre États qu'en 1830, à compter de la déclaration d'indépendance de la Belgique par rapport aux Pays-Bas. Avant cette période, la Belgique a appartenu au royaume uni des Pays-Bas, aux Pays-Bas autrichiens et espagnols, à la France mais aussi aux Celtes, aux Romains et bien d'autres peuples ; la Belgique ayant joué un rôle d'État tampon entre les grands peuples et les grandes nations européennes depuis toujours.
Le premier acte mentionnant une frontière entre les deux royaumes date de 1830 avec la déclaration d'indépendance de la Belgique vis-à-vis des Pays-Bas. En 1843, le tracé de la Belgique est redessiné par le traité de Maastricht : le Limbourg est coupé en deux, le sud restant belge tandis que le nord revient dans le giron néerlandais ; et le grand-duché de Luxembourg est également coupé en deux, l'ouest devenant une province belge tandis que l'est devient « dépendant » des Pays-Bas. Pour le cas entre Baarle-Nassau et Baerle-Duc, les frontières entre les deux communes avec des enclaves et exclaves sont dessinées depuis l'indépendance de la Belgique, rectifiées en 1843 et officialisées le 20 juin 1959 ; il faut cependant attendre 1995 pour que la dernière parcelle revendiquée par la Belgique lui soit accordée. Le 1er janvier 2018, la frontière acquiert son tracé actuel après un accord conclu entre les deux royaumes concernant le nouveau tracé de la Meuse.
Outre les particularités territoriales que constituent ces enclaves et exclaves entre Baarle-Nassau et Baerle-Duc, l'exclave néerlandaise de la Flandre zélandaise (communes de L'Écluse, Terneuse et Hulst) est une autre particularité. Ce territoire appartient aux Pays-Bas mais se retrouve à l'écart du reste du pays puisque sa seule frontière terrestre est avec la Belgique ; il est séparé du reste du royaume néerlandais par le bras de mer de l'Escaut occidental. La frontière est aujourd'hui traversée par des voies internationales, qu'elles soient routières ou ferroviaires. Cette exclave n'est reliée au reste des Pays-Bas (autrement que via la Belgique) que par le tunnel de l'Escaut occidental (tunnel routier à péage, inauguré en 2003) et par le bac Breskens – Flessingue (ne transportant plus que les piétons et cyclistes depuis 2003).

## Histoire

### L'indépendance de la Belgique
Le 3 octobre 1830, après la déclaration d'indépendance de la Belgique des Pays-Bas, le gouvernement provisoire belge présente un arrêté dont l'article premier précise une première mention des nouvelles frontières de la Belgique.

« Article premier - Les provinces de la Belgique violemment détachées de la Hollande constitueront un État indépendant. »

Cet article précise donc l'indépendance de la Belgique des provinces de la Belgique tel qu'elles étaient définies sous la souveraineté du royaume uni des Pays-Bas (qui correspondent approximativement aux anciens départements français des Pays-Bas pendant l'occupation de l'Empire français), qui sont les provinces de la Flandre Occidentale, de la Flandre Orientale, d'Anvers, du Brabant Méridional, de Hainaut, de Namur, de Limbourg et de Liège ; l'union personnelle de Luxembourg étant également réclamée par la Belgique mais n'étant pas une province belge ni néerlandaise mais personnelle de la monarchie néerlandaise.
Avec le protocole du 20 janvier 1831, les frontières sont définies plus précisément ainsi que le cas du Luxembourg.

« Article premier - Les limites de la Hollande comprennent tous les territoires, places, villes et lieux qui appartenaient à la ci-devant république des Provinces-unies des Pays-Bas en l'année 1790.
Article 2 - La Belgique sera formée de tout le reste des territoires qui avaient reçu la dénomination de royaume des Pays-Bas dans le traité de 1815, sauf le Grand-Duché de Luxembourg, qui, possédé à un titre différent par les princes de la maison de Nassau, fait et continuera à faire partie de la Confédération germanique. »

Contrairement à l'arrêté du gouvernement provisoire belge, ce protocole ne définit pas la frontière belge mais bien la frontière néerlandaise. Il précise enfin que la Belgique sera définie d'après les frontières des nouvelles provinces belges pendant leur appartenance au royaume uni des Pays-Bas après leur abandon par l'Empire français en 1815 (les limites des Pays-Bas et des provinces néerlandaises de Belgique sont définies dans les Grands Traités de Paix de l'Acte final du congrès de Vienne le 9 juin 1815) mais également le fait que le Luxembourg ne peut appartenir à la Belgique en raison de son appartenance à la Confédération germanique en tant qu'union personnelle néerlandaise et non province néerlandaise. Par ce protocole, les deux États acceptent une libre communication entre les villes et sur les fleuves compris dans leurs frontières en raison de multiples enclaves entre les deux pays comme le cite l'article 4. L'Acte final du Congrès de Vienne reprend ce qui a été cité dans l'article premier du traité de paix de Paris de 1814 et qui définira les frontières des provinces néerlandaises belges sous l'occupation du royaume uni des Pays-Bas et qui déterminera ainsi les frontières belges après l'indépendance.
La même année, le 26 juin, un projet de traité est écrit reprenant et confirmant les trois articles précités définissant les limites des Pays-Bas, de la Belgique, des enclaves et du Luxembourg. Concernant ce dernier, l'article 3 du projet de traité remet les cartes sur la table en ce qui concerne les négociations entre Belgique et Pays-Bas. L'article 4 quant à lui concerne la ville de Maastricht, qui n'appartient plus aux Pays-Bas comme c'est le cas actuellement mais à la Belgique, pour trouver des arrangements entre les deux pays concernant cette ville le long de la Meuse.
Avant ce protocole, la Belgique écrit sa constitution le 7 février. Le Titre premier relatant du Territoire et de ses divisions définit les frontières de la Belgique en neuf provinces comprenant celle de Luxembourg à distinguer du Grand-Duché qui appartient toujours à la Confédération germanique.

#### Traités de Londres
- Traité de Londres de 1831 :

L'officialisation de la séparation distincte, c'est-à-dire le tracé officiel entre la Belgique et les Pays-Bas, est définie par le traité de Londres du 15 novembre 1831 par les plénipotentiaires de l'Autriche, de la France, de la Grande-Bretagne, de la Prusse et de la Russie.
La question concernant le Grand-Duché du Luxembourg est ainsi résolue avec ce traité. La Belgique peut récupérer des territoires du Grand-Duché. En conséquence des territoires gagnés au Luxembourg, l'article trois mentionne une indemnité territoriale dans la province de Limbourg aux Pays-Bas.

« Article 3 - Pour les cessions faites dans l'article précédent, il sera assigné à Sa Majesté le roi des Pays-Bas, grand-duc de Luxembourg, une indemnité territoriale dans la province de Limbourg. »

Tel que définis dans l'article 4 du traité, ces territoires correspondent à la rive droite de la Meuse du Limbourg jusqu'à la frontière de la province avec celle de Liège et qui correspond grossièrement (avec les rectifications territoriales consécutives à la modification du cours de la Meuse en 2018) à la frontière actuelle. À la rive gauche où aucune frontière ne permet une délimitation claire entre les Limbourg néerlandais et belge, il est défini que la frontière sera tirée depuis la province du Brabant-Septentrional jusqu'à la Meuse sur une ligne passant au-dessous de Wessem et par rapport aux territoires des différents arrondissements comme celui de Ruremonde mais aussi de plusieurs villages. Ce qui se situera au-dessous de la ligne sera belge alors que les territoires au-dessus seront néerlandais. À Maastricht, un rayon de 1200 toises à partir de la place de la ville le long de la rive gauche de la Meuse permettra de définir la limite de la ville sur la rive gauche du fleuve.
- Traité de Londres de 1839 :

Ce traité comprend en réalité deux traités et un acte d'accession qui sont le traité entre la France, l'Autriche, la Grande-Bretagne, la Prusse et la Russie, d'une part, et les Pays-Bas de l'autre part, relatif à la séparation de la Belgique d'avec les Pays-Bas ; le traité entre la Belgique et la Hollande, relatif à la séparation de leurs territoires respectifs ; et l'Acte d'accession de la Confédération germanique.
Le premier traité, par l'article 3, reconnaît par le roi des Pays-Bas la dissolution du traité de Vienne de 1815 ; et cela pour une raison commune aux deux royaumes : l'envie de la Belgique de récupérer la province de Luxembourg d'une part et l'envie des Pays-Bas de récupérer le Limbourg néerlandais et ce compris Maastricht d'autre part. Ces revendications sont précisées dans l'article premier du second traité qui stipule les huit provinces belges telles qu'existantes au temps du royaume des Pays-Bas en 1815 à l'exception donc du Limbourg néerlandais et d'une partie de Luxembourg.
Les articles 2 et 4 du second traité définissent les frontières entre d'une part le Luxembourg belge et le Grand-Duché de Luxembourg et d'autre part entre le Limbourg belge et le Limbourg néerlandais. Cette modification territoriale du Grand-Duché provoque ainsi un arrangement préalable entre le roi des Pays-Bas et la Confédération germanique dont le Grand-Duché fait partie mais aussi avec la Maison de Nassau à qui le Grand-Duché appartient.

### Le Traité de Maastricht
Le 8 août 1843, le roi des Pays-Bas et Grand-Duc de Luxembourg ainsi que le roi des Belges, par la présence de commissaires (pour les Pays-Bas : Paul Eustache Réné van Hoof, Guillaume Dominique Alois Kerens de Wolfrath, Michel Tock, François-Joseph-Charles-Marie Wirz et Etiènne de Kruyff : pour la Belgique : André Edouard Jolly, Nicolas Berger, Jean-Baptiste Vifquain, Charles Emmanuel François Joseph Grandgagnage et Charles Ghislain Guillaume Vilain XIIII), ratifient des articles concernant la frontière entre les deux royaumes.
L'article I du Procès-verbal descriptif, plans et cartes définit la frontière s'étendant de la mer du Nord à la Prusse et la taille des cartes ayant permis de définir la frontière entre les deux royaumes, notamment des cartes précises en ce qui concerne les frontières naturelles sur l'Escaut et la Meuse ainsi que le cas particulier des communes de Baarle-Nassau et Baerle-Duc.

#### La limite depuis la Prusse jusqu'à la Meuse
La limite entre les Pays-Bas est définie dans le paragraphe 1 de l'article 4 de la limite, formée par le cours de ce fleuve, ainsi que par le rayon de Maastricht, au tripoint sur la commune du Vaalserberg qui est toujours d'actualité aujourd'hui. Il s'agissait cependant à l'époque d'un quadripoint international, l'un des rares ayant existé dans le monde, avec la Prusse aujourd'hui l'Allemagne mais surtout avec Moresnet Neutre, une micronation d'à peine 3 km2 située entre la Prusse et la Belgique annexée par cette dernière à la fin de la Première Guerre mondiale.
En ce qui concerne Maastricht, le traité de Londres de 1839 est respecté et la ville est contournée sur un cercle à presque égales distances d'un point de référence. Cette particularité territoriale coupe des communes belges et néerlandaises qui étaient unies avant l'indépendance belge.
Dans l'article 5 des Échanges, cessions de territoire, il est stipulé que les Pays-Bas cèdent à la Belgique 14 parcelles faisant partie d'une section communale et deux sections communales dans leur entièreté. Ces échanges concernent les communes de Vaals, de Wittem, de Mesch, de Mouland et d'Eysden. L'article 6 décrit quant à lui les échanges inverses, de la Belgique vers les Pays-Bas. Ces échanges comprennent 77 parcelles faisant partie des sections communales de Gemmenich, de Sippenaeken et de Fouron-le-Comte.
Il existe cependant des stipulations particulières comme des chemins ou des parties de chemins mais aussi concernant le cours de la Meuse comme décrit dans les articles 10, 11, 12 et 13 qui définissent ce que l'on peut faire dans la Meuse ou non, ce qu'on peut y construire et ce que les royaumes peuvent mettre en place pour maintenir le cours de la Meuse comme il est tracé lors du traité, la frontière se basant sur son cours et non sur des points géographiques précis comme des bornes.

#### La limite de la Meuse jusqu'à l'Escaut
L'article 14 Description et frontière de la limite formée par la partie de ce fleuve, qui sépare la province d'Anvers de celle de Zélande décrit précisément comment les communes et villages sont découpés et comment la frontière traverse ces contrées.
Les articles 15 et 16 sur les Échanges, cessions de territoire, informent sur les échanges des Pays-Bas vers la Belgique et inversement. Les échanges néerlandais vers la Belgique concernent 41 parcelles faisant partie des sections communales des communes de Thorn, d'Ittervoort, de Meerle, de Meir et de Wouw ainsi que des hectares appartenant jadis aux communes de Bergeijk et de Luiksgestel. L'autre article mentionnant les échanges belges vers les Pays-Bas et qui concernent 8 parcelles des sections des communes de Stevensweert et de Wortel ainsi que des hectares des communes de Lommel et de Moll.
Des stipulations sont également accordées à cette frontière entre plusieurs chemins mais aussi en ce qui concerne la frontière naturelle sur l'Escaut, de courte longueur, se basant sur le cours du fleuve et de son Thalweg.

#### La limite de l'Escaut jusqu'à la mer du Nord
L'article 23 Description de la frontière décrit précisément comment les communes et villages sont découpées et comment la frontière traverse ces contrées.
Les articles 24 et 25 des Échanges, cessions et territoire concernent les différents échanges de parcelles pour le premier article des Pays-Bas vers la Belgique et dans l'autre de la Belgique vers les Pays-Bas. Les Pays-Bas cèdent 21 parcelles des communes de La Clinge, de Saint-Jean-Steen, de Sainte-Croix, de Saint-Laurent, de Middelbourg et de Sas de Gand. La Belgique cède au royaume néerlandais 9 parcelles des communes de La Clinge, de Saint-Gilles, de Middelbourg et d'Assenede.
Des stipulations sont également accordées à cette frontière entre plusieurs chemins et voies navigables.

### Le cas des Baerle
Les communes de Baerle-Nassau aux Pays-Bas et de Baerle-Duc en Belgique sont un territoire très complexe avec de multiples enclaves et enclaves dans des enclaves. Il s'agit de parcelles que les deux pays se réclament l'un l'autre. Cette particularité crée deux quadripoints entre les parcelles belges H1 et H6 et les Pays-Bas, et les parcelles belges H1 et H2 et les Pays-Bas. Sur les trois quadripoints existant entre États dans le monde, deux sont belgo-néerlandais, l'autre étant germano-autrichien. Comme le quadripoint entre l'Autriche et l'Allemagne, les deux quadripoints ont la particularité non pas de se partager quatre pays mais uniquement deux. Lors du traité de Maastricht en 1843, les deux royaumes ont eu du mal à définir quelle parcelle appartenait à quel royaume ; pour cette raison, ce territoire appartenait officiellement aux deux royaumes. Toutefois, ils se sont arrangés sur la frontière des deux communes en se basant sur les plans cadastraux de 1841.
C'est seulement le 26 avril 1974 que les frontières sont formellement établies après un accord signé à Turnhout. Il faut cependant attendre en 1995 pour que la dernière enclave belge soit établie.

### Modifications récentes
Une nouvelle modification officielle de la frontière belgo-néerlandaise est entrée en vigueur le 23 juin 1999 : elle concernait un certain nombre de parcelles situées de part et d'autre du canal Gand-Terneuzen et séparées de leur pays d'appartenance par ce même canal.
Si le cours de la Meuse moyenne devait, à l'exception du territoire de Maastricht, constituer après 1839 la frontière entre les deux États, de 1962 à 1980 la rectification du cours du fleuve sans ajustement frontalier avait créé entre Visé et Maastricht différents territoires inaccessibles du reste de leur pays d'appartenance par voie terrestre (Vieille Meuse) et de petites frontières terrestres. En 2013, il a été décidé de rectifier la frontière pour qu'elle corresponde de nouveau au lit effectif du fleuve. La Belgique y perdrait environ 14 hectares, les Pays-Bas devant quant à eux se défaire d'une des réserves les plus riches du pays en matière de diversité biologique, d'une superficie d'environ 3 hectares, le Petit-Gravier (nl). L'accord a été conclu en 2016, avec une perte d'une dizaine d'hectares pour la Belgique, dont la presqu'île de l'Ilal (nl). La cession de territoire a eu lieu le premier jour de l'année suivant la ratification de l'accord par les deux parlements, soit le 1er janvier 2018.

## Caractéristiques géographiques

### La frontière terrestre au XXIesiècle
La frontière terrestre belgo-néerlandaise s'étend sur 451 kilomètres, au nord-est de la Belgique et au sud des Pays-Bas, deuxième plus longue frontière terrestre tant de la Belgique que des Pays-Bas métropolitains après, respectivement, celle de la France avec la Belgique (620 km) et celle de l'Allemagne avec les Pays-Bas (577 km). Elle débute au sud du bras de mer de l'Escaut occidental au niveau de la commune belge de Knocke-Heist et de la commune néerlandaise de L'Écluse. La frontière suit ensuite un arc de cercle assez grossier créant l'exclave néerlandaise de la Flandre zélandaise jusqu'à la fin du bras de mer de l'Escaut occidental qui correspond à l'embouchure de l'Escaut avec la commune belge de Beveren et la commune néerlandaise de Hulst. De l'autre côté de l'Escaut, la frontière reprend avec la ville belge d'Anvers et la commune néerlandaise de Reimerswaal et se poursuit jusqu'à la Meuse au niveau de la commune belge de Kinrooi et de la commune néerlandaise de Maasgouw. La frontière suit ensuite le cours de la Meuse en contournant Maastricht jusqu'à la ville belge de Visé et la commune néerlandaise d'Eijsden-Margraten. Elle suit enfin une ligne d'ouest en est jusqu'au tripoint Les Trois Bornes sur la colline du Vaalserberg avec les communes belges de Plombières et de La Calamine et la commune néerlandaise de Vaals.
Pour la Belgique, et d'ouest en est, la frontière borde le nord-est de la province de Flandre-Occidentale, le nord de la province de Flandre-Orientale, le nord de la province d'Anvers et le nord et l'est de la province de Limbourg (région flamande), et le nord de la province de Liège (région wallonne). En ce qui concerne les Pays-Bas, et toujours d'ouest en est, c'est le sud de la province de Zélande, le sud de la province du Brabant-Septentrional et l'ouest et le sud de la province de Limbourg qui sont définies par la frontière.

### Communes belges

#### Province de Flandre-Occidentale
Knokke-Heist, Damme.

#### Province de Flandre-Orientale
Maldegem, Saint-Laurent, Assenede, Zelzate, Wachtebeke, Moerbeke, Stekene, Saint-Gilles-Waes, Beveren.

#### Province d'Anvers
Anvers, Stabroek, Kapellen, Kalmthout, Essen (exclavée des autres communes de la province par celle de Kalmthout), Westwesel, Hoogstraten, Merksplas, Baerle-Duc (cas particulier sur la frontière), Turnhout, Ravels, Arendonk, Mol.

#### Province de Limbourg
Lommel, Pelt, Hamont-Achel, Bocholt, Brée (sur un point), Kinrooi, Maaseik, Dilsen-Stokkem, Maasmechelen, Lanaken, Riemst, Fourons (exclave de la province séparée par celle de Liège).

#### Province de Liège
Visé (exclavée des deux autres communes limitrophes des Pays-Bas dans la province par la commune limbourgeoise des Fourons), Plombières, La Calamine (sur un point).

### Communes néerlandaises

#### Province de Zélande
L'Écluse, Terneuzen, Hulst (ces trois communes se situent dans l'exclave néerlandaise de la Flandre zélandaise), Reimerswaal.

#### Province du Brabant-Septentrional
Woensdrecht, Roosendaal, Rucphen, Zundert, Breda, Alphen-Chaam, Baarle-Nassau (cas particulier sur la frontière et exclavée des autres communes de la province par Alphen-Chaam), Goirle, Hilvarenbeek, Reusel-De Mierden, Bladel, Bergeijk, Valkenswaard, Heeze-Leende, Cranendonck.

#### Province de Limbourg
Weert, Leudal, Maasgouw, Echt-Susteren (frontière avec l'Allemagne), Stittard-Geleen (frontière avec l'Allemagne), Stein, Meerssen, Maastricht, Eijsden-Margraten, Gulpen-Wittem, Vaals (frontière avec l'Allemagne).

### Particularités territoriales
Il existe quelques cas particuliers sur la frontière belgo-néerlandaise. La première est l'exclave néerlandaise de la Flandre zélandaise attachée à la Belgique. C'est un cas particulier pour lequel la Belgique a demandé avec le Traité de Maastricht de 1843 l'échange de ce territoire vers la Belgique pour une question de pratique car il est séparé du reste des Pays-Bas par le bras mer de l'Escaut occidental. Cependant, cette demande ne fut pas acceptée et appartient toujours au royaume néerlandais. Jusqu'en 2003, avant l'inauguration du tunnel de l'Escaut occidental, les habitants voulant se rendre de la Flandre zélandaise vers les Pays-Bas et vice-versa en voiture n'avaient pas d'autre choix que de soit contourner le bras de mer en passant par la Belgique, soit utiliser les bacs Kruiningen – Perkpolder (supprimé depuis 2003) ou Breskens – Flessingue (remplacé depuis 2003 par un bac pour piétons et cycles uniquement) ; il y avait alors près de 100 000 Néerlandais coupés du reste du pays.
La seconde particularité est celle concernant trois communes néerlandaises s'avançant en Belgique et trois communes belges s'avançant dans les Pays-Bas. Ces communes sont, pour les Pays-Bas, Woensdrecht, Zundert et Baarle-Nassau ; et pour la Belgique, Essen, Hoogstraten et Ravels.
Le cas le plus particulier, et l'un des plus complexes cas frontaliers au monde, est celui concernant Baerle-Nassau et Baerle-Duc. Baerle-Duc est une commune belge de la région flamande dans la province d'Anvers. Son territoire communal est attaché à celui de la Belgique mais comprend également 16 enclaves dans le centre du village de Baerle, dans les Pays-Bas, et 6 autres enclaves disséminées autour du village de Baerle. La taille des enclaves varie énormément avec des tailles assez grandes pour les enclaves H1 et H8 et des tailles petites pour les enclaves H7 et H12, par exemple. En ce qui concerne la commune néerlandaise de Baerle-Nassau, 8 enclaves sont enclavées dans les enclaves belges. Ces enclaves sont le fruit d'une dispute de parcelles entre seigneuries au Moyen âge. C'est un cas très particulier puisqu'il coupe des rues, des maisons, des trottoirs, des jardins et magasins. Pour définir dans quel pays un habitant habite, les frontières des pays ont été marquées au sol et c'est en fonction de la situation de la porte que tel ou tel bâtiment, maison ou magasin appartient à la Belgique ou aux Pays-Bas. Il existe des cas où la frontière traverse la porte ; il est alors décidé par l'habitant soit de déplacer sa porte dans le pays où il a la nationalité soit de la laisser à sa place avec des codes postaux des deux pays.

## Galerie

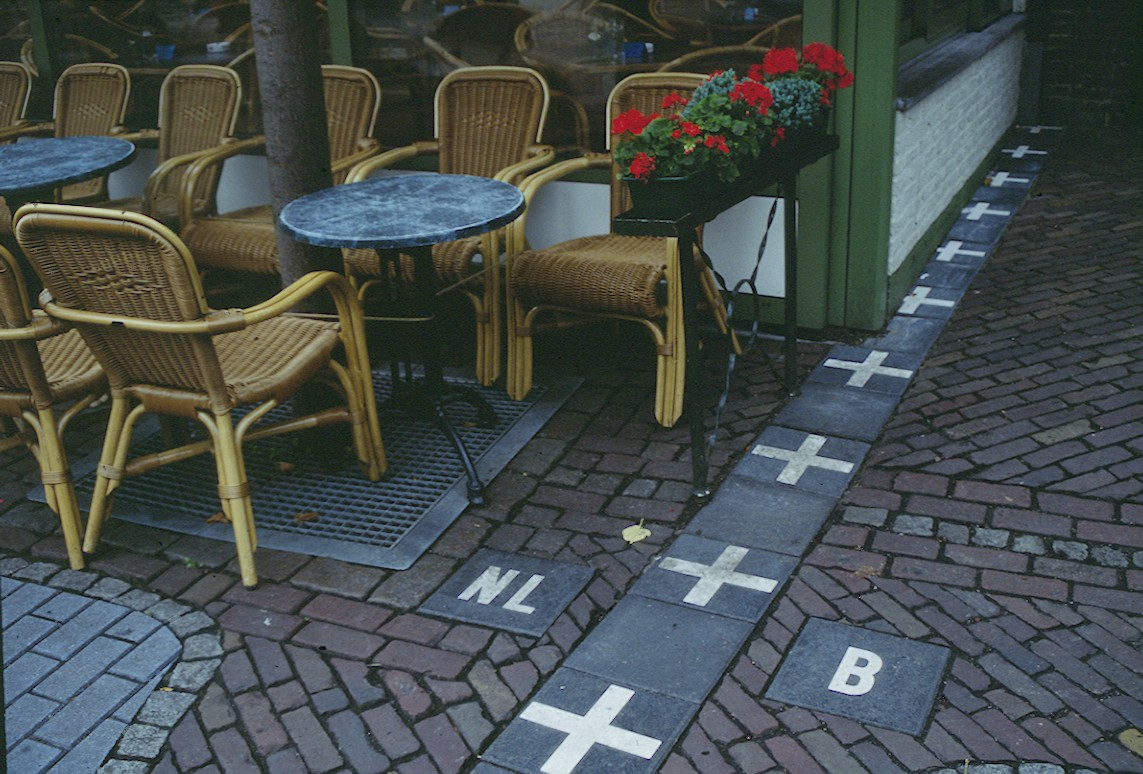
Frontière passant juste à côté de la terrasse d'un café à Baerle.
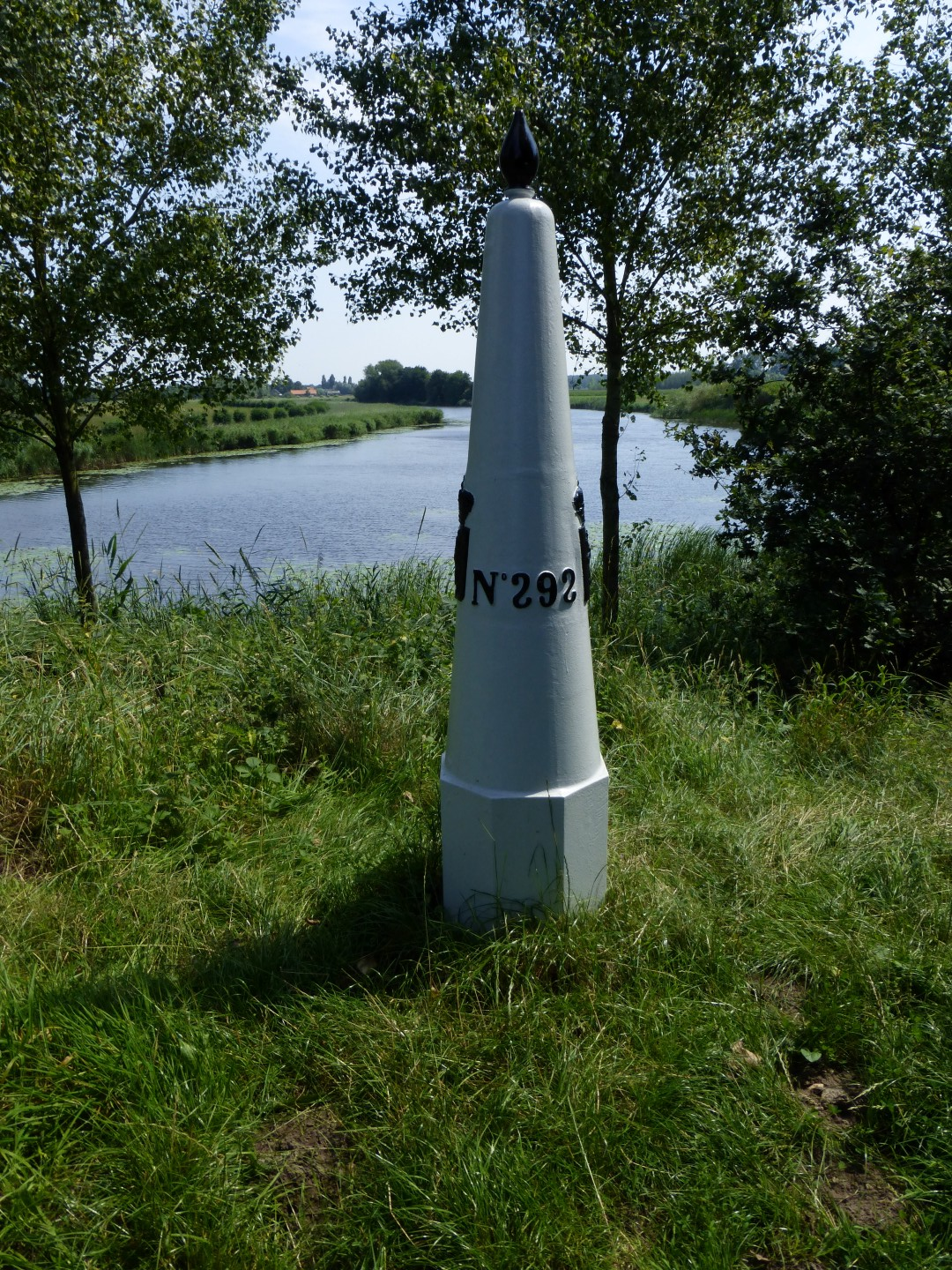
Borne frontière dans le Grote Kreek en Pereboomsgat
Carte de Baerle.

## Points de passage ferroviaires
N.B. La case « Ligne néerlandaise » est laissée vide lorsque cette ligne est décrite dans l'article mentionné sous « ligne belge ».
| Ligne belge | Villes desservies                             | Gare frontière belge | Gare frontière néerlandaise  | Villes desservies                               | Ligne néerlandaise | Remarques                                                                                            |
| ----------- | --------------------------------------------- | -------------------- | ---------------------------- | ----------------------------------------------- | ------------------ | --- |
| 55          | Port de Gand (nl)                             | Zelzate              | Sas-de-Gand (nl)             | Terneuzen                                       |                    | marchandises uniquement                                                                              |
| 12          | Anvers                                        | Essen                | Rosendael                    | Rosendael                                       |                    | ancienne ligne Bruxelles – Amsterdam                                                                 |
| LGV 4       | Paris, Lille, Bruxelles, Anvers               | Noorderkempen        | Bréda                        | Bréda, Rotterdam, La Haye, Amsterdam            | HSL-Zuid           | TGV (Thalys et Eurostar) et train Benelux                                                            |
| 29          | Herentals, Turnhout                           | Weelde-État (nl)     | Baerle-Nassau-frontière (nl) | Tilbourg (nl)                                   |                    | déferrée entre Turnhout et Tilbourg-Université                                                       |
| 18          | Winterslag (Genk-Marchandises) (nl), Neerpelt | Achel (nl)           | Borkel en Schaft (nl)        | Eindhoven                                       |                    | déferrée                                                                                             |
| 19          | Anvers, Mol                                   | Hamont               | Budel (nl)                   | Weert, Ruremonde (nl), Mönchengladbach (D) (de) | Rhin d'acier       | - Frontière BE-NL: seulement quelques trains de marchandises. - Frontière NL-DE: voie hors service.  |
| 20          | Hasselt                                       | Lanaken (nl)         | Maastricht-Boschpoort (nl)   | Maastricht                                      |                    | déferrée entre Hasselt et Lanaken, non raccordée au réseau belge et « temporairement » hors service. |
| 40          | Liège                                         | Visé                 | Eijsden (nl)                 | Maastricht                                      |                    | ancienne ligne Pays-Bas – Suisse par Luxembourg et l'Alsace-Lorraine                                 |

Électrification :
- LGV 4 / HSL-Zuid : 25 kV 50 Hz ;
- lignes 12 et 40 : Belgique 3 kV CC, Pays-Bas 1,5 kV CC ;
- lignes 55, 19 et lignes hors service : non électrifiées.

## Sources
- (nl) Cet article est partiellement ou en totalité issu de l’article de Wikipédia en néerlandais intitulé « Rijksgrens van Nederland » (voir la liste des auteurs).